# Аша Бхосле
Аша Бхосле (англ. Asha Bhosle, маратхі आशा भोसले, нар. 8 вересня 1933) — відома індійська позакадрова співачка.

## Життєпис
Аша Бхосле народилася 8 вересня 1933 році у сім'ї музиканта Дінанатха Мангешкара. Вона є молодшою сестрою відомої індійської співачки Лати Мангешкар. З раннього віку вона почала займатися класичною музикою і співом. Так як її батьки рано померли, то її вихованням займалася старша сестра Лата. Її кар'єра почалася у 1943 році, коли вона стала виконувати пісні для фільмів. Відома як різнопланова співачка, яка виконувала і тихі спокійні романси, і пісні для номерів кабаре. Вона співала за кадром починаючи з 50-х років за багатьох відомих індійських актрис. За більш ніж 60 років вона записала близько 13 000 пісень. Пісні в її виконанні прозвучали в більш ніж 1000 фільмів. У 2009 році Світова академія рекордів офіційно визнала її «найбільш записуваним виконавцем в світі». У 2008 році Аша Бхосле була нагороджена орденом «Падма Вібхушан» — другий з вищих цивільних державних нагород Індії.